# Santa Cruz (Santarém)
Santa Cruz, também conhecida como Santa Cruz da Ribeira, foi uma antiga freguesia de Santarém, situada na zona baixa da cidade, mais propriamente no bairro da Ribeira de Santarém. Esta paróquia, fundada no século XIII, foi extinta e integrada na de Santa Iria em 1851, por reforma de D. Guilherme, Patriarca de Lisboa.